# Gyula Rábai
Gyula Rábai (ur. 2 czerwca 1942 w Székesfehérvárze) – węgierski lekkoatleta (sprinter), olimpijczyk.
Odpadł w eliminacjach biegu na 100 metrów na mistrzostwach Europy w 1962 w Belgradzie, a sztafeta 4 × 100 metrów w składzie: Imre Babos, Csaba Csutorás, László Mihályfi i Rábai zajęła w finale 6. miejsce. Zwyciężył w sztafecie 4 × 100 metrów (w składzie: Csutorás, Mihályfi, István Gyulai i  Rábai) na Letniej Uniwersjadzie w 1963 w Porto Alegre.
Na igrzyskach olimpijskich w 1964 w Tokio odpadł w półfinale biegu sztafetowego 4 × 100 metrów (sztafeta węgierska biegła w składzie: Huba Rozsnyai, Csutorás, Mihályfi i Rábai). Zdobył srebrny medal w sztafecie 4 × 400 metrów (w składzie: Csutorás, Gyulai, Rábai i Mihályfi) na Letniej Uniwersjadzie w 1965 w Budapeszcie. Na mistrzostwach Europy w 1966 w Budapeszcie zajął 8. miejsce w sztafecie 4 × 400 metrów i odpadł w eliminacjach sztafety 4 × 100 metrów. Odpadł w eliminacjach biegu na 50 metrów, sztafety 4 × 1 okrążenie i sztafety 1+2+3+4 okrążenia na europejskich igrzyskach halowych w 1967w Pradze. 
Rábai był mistrzem Węgier w sztafecie 4 × 100 metrów w latach 1967 i 1970 oraz w sztafecie 4 × 200 metrów w 1965, 1966 i 1971.
Wielokrotnie poprawiał rekord Węgier w sztafecie 4 × 100 metrów, doprowadzając go do wyniku 39,8 s 6 września 1964 w Budapeszcie) i jednokrotnie w sztafecie 4 × 400 metrów (z czasem 3:08,7 29 sierpnia 1965 w Budapeszcie).